# Stortjärnen (Tännäs socken, Härjedalen, 694178-132060)
Stortjärnen är en sjö i Härjedalens kommun i Härjedalen och ingår i Ljusnans huvudavrinningsområde. Sjön har en area på 0,0789 kvadratkilometer och ligger 716,6 meter över havet.

## Delavrinningsområde
Stortjärnen ingår i det delavrinningsområde (694213-131999) som SMHI kallar för Inloppet i Tänndalssjön. Medelhöjden är 861 meter över havet och ytan är 30,1 kvadratkilometer. Räknas de 23 avrinningsområdena uppströms in blir den ackumulerade arean 179,99 kvadratkilometer. Tännån som avvattnar avrinningsområdet har biflödesordning 2, vilket innebär att vattnet flödar genom totalt 2 vattendrag innan det når havet efter 400 kilometer. Avrinningsområdet består mestadels av skog (52 procent) och kalfjäll (43 procent). Avrinningsområdet har 0,14 kvadratkilometer vattenytor vilket ger det en sjöprocent på 0,5 procent. Bebyggelsen i området täcker en yta av 0,18 kvadratkilometer eller 1 procent av avrinningsområdet.